# Gundertshausen (Schiltberg)
Gundertshausen ist ein Gemeindeteil der Gemeinde Schiltberg im Landkreis Aichach-Friedberg.
Durch das Dorf fließt die Weilach mit einer Breite von ca. 2,5 Metern und einer Wassertiefe von durchschnittlich 50 cm.
Durch Gundertshausen führen eine Hauptstraße und drei benannte Nebenstraßen:
- Fasanenweg
- Mühlweg
- Kapellenberg

Das Dorf hat eine kleine Kapelle und einen Kinderspielplatz.
Der Schulbus fährt nach Schiltberg und Kühbach, der Linienbus in Höfarten (circa einen Kilometer von Gundertshausen entfernt) nach Aichach und Schrobenhausen, Zugverbindung von Aichach nach Augsburg.

## Baudenkmäler
Siehe: Liste der Baudenkmäler in Gundertshausen